# Rassejannyj Džovanni
Rassejannyj Džovanni (in russo Рассеянный Джованни?, lett. Il distratto Giovanni) è un film d'animazione sovietico del 1969 realizzato presso lo studio Sojuzmul'tfil'm. Ispirato alla fiaba di Gianni Rodari La passeggiata di un distratto, il cortometraggio faceva parte del primo numero della raccolta Vesëlaja karusel'.

## Trama
Giovanni è un ragazzino molto distratto: durante una passeggiata in città perde varie parti del proprio corpo. I passanti le raccolgono e le riportano alla madre, che alla fine le riapplica rimettendo a nuovo il bambino.